# Aya Traoré
Aya Traoré (Dakar, 27 luglio 1983) è una cestista senegalese.

## Carriera
Con il Senegal ha disputato i Giochi olimpici di Rio de Janeiro 2016, due edizioni dei Campionati mondiali (2006, 2010) e sette dei Campionati africani (2007, 2009, 2011, 2013, 2015, 2017, 2023).